# Myko Olivier
Myko Olivier, nome d'arte di Michael Paul Olivier, (Palm Springs, 23 maggio 1987) è un attore e produttore cinematografico statunitense.

## Biografia
Myko Olivier è nato a Palm Springs, California il 23 maggio 1987. Ha studiato presso la NYU's Tisch School of the Arts.
Ha esordito come attore nel 2009 recitando nel cortometraggio Obelisk Road. Da allora ha recitato in numerosi cortometraggi, ma anche in diversi film come Barely Legal (2011), Eternity: The Movie (2014), As Night Comes (2014), Le mamme della sposa (2015) e Love to Paradise (2017).
In televisione ha lavorato in diverse serie televisive tra le quali Community, Castle, Sam & Cat, Glee, Agents of S.H.I.E.L.D., Five Points e nei film televisivi L'ultima eredità (2016), Menendez: Blood Brothers (2017) ed Innamorarsi a Mountain View (2020).

## Vita privata
Il 21 novembre 2015 si è sposato con l'attrice Rae Olivier.

## Filmografia

### Attore

#### Cinema
- Obelisk Road, regia di Elizabeth Kerin - cortometraggio (2009)
- Don't Answer Ray, regia di Sam Young - cortometraggio (2010)
- Don Juan, regia di Jaime Mateus-Tique (2011)
- Barely Legal, regia di Jose Montesinos (2011) uscito in home video
- The Cinderella Effect, regia di Shane Morton - cortometraggio (2012)
- Kirby's Dream House, regia di Sam R. Balcomb - cortometraggio (2012)
- Bert: The Emotion Picture, regia di Jose Montesinos (2012)
- V-Card, regia di Barry Gribble - cortometraggio (2013)
- Guy, regia di Oliver Mauldin - cortometraggio (2013)
- Eternity: The Movie, regia di Ian Thorpe (2014)
- Persephone, regia di Lisa J Dooley - cortometraggio (2014)
- As Night Comes, regia di Richard Zelniker (2014)
- The Last Words of Rutherford Grant, regia di Lisa J Dooley - cortometraggio (2014)
- Le mamme della sposa (Mothers of the Bride), regia di Sam Irvin (2015)
- There Is a New World Somewhere, regia di Li Lu (2015)
- Fun Size Horror: Volume One, regia di Bryan Chojnowski, Lisa J Dooley, Ned Ehrbar, Mali Elfman, Dick Grunert, Max Isaacson, Anthony Lund, Michael May, Glen Murakami, Grant Olin, Ali Presley Paras, Eric Pereira, Zeke Pinheiro, Jerry Pyle, Anisa Qureshi, Ben Rekhi, Erin Stegeman e Josh C. Waller (2015)
- A Fresh Coat of Paint, regia di Rochan Redelinghuys - cortometraggio (2015)
- Bundling with Aggressive, regia di Keith Schneider - cortometraggio (2016)
- Deidra e Laney rapinano un treno (Deidra & Laney Rob a Train), regia di Sydney Freeland (2017)
- Love is Shit, regia di Keith Schneider - cortometraggio (2017)
- Love to Paradise, regia di Julian Galea (2017)
- Silence of Others, regia di Lisa J Dooley - cortometraggio (2018)
- Diva, regia di Maggie Levin - cortometraggio (2019)

#### Televisione
- Let It Go – cortometraggio TV (2012)
- Spread, regia di Joe Sonnefeld – cortometraggio TV (2013)
- Justin America, regia di Jared Isham e John Schimke - cortometraggio TV (2013)
- Community – serie TV, 1 episodio (2014)
- Castle – serie TV, 7 episodi (2013-2014)
- Sam & Cat (Sam and Cat) – serie TV, 2 episodi (2013-2014)
- Glee – serie TV, 7 episodi (2015)
- Summer Camp (Bunk'd) – serie TV, 1 episodio (2015)
- L'ultima eredità (The Ultimate Legacy), regia di Joanne Hock – film TV (2016)
- Diario di una nerd superstar (Awkward.) – serie TV, 1 episodio (2016)
- K.C. Agente Segreto (K.C. Undercover) – serie TV, 2 episodi (2016)
- Menendez: Blood Brothers, regia di Fenton Bailey e Randy Barbato – film TV (2017)
- Agents of S.H.I.E.L.D. – serie TV, 2 episodi (2017-2018)
- Miss 2059 – serie TV, 9 episodi (2017-2018)
- Code Black – serie TV, episodio 3x03 (2018)
- Now and Then, regia di Phil Traill – film TV (2018)
- Five Points – serie TV, 10 episodi (2019)
- Innamorarsi a Mountain View (Finding Love in Mountain View), regia di Sandra L. Martin – film TV (2020)

### Webserie
- Stellar Hosts – webserie, 3 episodi (2018)

### Doppiatore
- South Park – serie TV, 1 episodio (2012)
- Mafia: Definitive Edition – videogioco (2020)

### Produttore esecutivo
- Bundling with Aggressive, regia di Keith Schneider - cortometraggio (2016)
- Love is Shit, regia di Keith Schneider - cortometraggio (2017)
- Stellar Hosts – serie TV, 8 episodi (2018)

## Doppiatori italiani
Nelle versioni in italiano delle opere in cui ha recitato, Myko Olivier è stato doppiato da:
- Daniele Giuliani in Castle, Doctor Odyssey
- Alessandro Rigotti in K.C. Agente Segreto
- Francesco Venditti in Code Black
- Andrea Lopez in Innamorarsi a Mountain View
- Renato Novara in Sam & Cat

Da doppiatore è sostituito da:
- Roberto Palermo in Mafia: Definitive Edition

## Riconoscimenti
- 2018 – FilmQuest[1]
  - Nomination Miglior Web Series per Stellar Hosts (con Katherine LaVictoire, Keith Schneider e Vince Tanzilli)
  - Nomination Best Ensemble-Short per Stellar Hosts (con Katherine LaVictoire, Daniel Riordan Wood, Rae Olivier, Mayank Bhatter, Andrew DeVitre, Nanrisa Lee, Jonathan Ohye, DeVon Jackson e Alexandria Delgado)
- 2018 – Dances With Films[1]
  - Audience Award nella categoria "Web Series" per Stellar Hosts (con Vince Tanzilli, Keith Schneider e Katherine LaVictoire)